# Liste des œuvres de l'exposition Le Modèle noir
La liste des œuvres de l'exposition Le Modèle noir recense les peintures, sculptures, photographies, affiches, manuscrits, archives, cartes postales, correspondances et tout autre objet présentés au musée d'Orsay au cours de l'exposition Le Modèle noir, de Géricault à Matisse en 2019.

## Peintures
| Artiste                              | Image | Titre | Titres alternatifs | Date                           | Observations                                                                                  |
| ------------------------------------ | ----- | --- | --- | ------------------------------ | --------------------------------------------------------------------------------------------- |
| Anonyme                              |       | Étude d'après un modèle féminin à mi-corps                                                                                 | Dit aussi Une femme noire ; anciennement attribué à Eugène Fromentin sous le titre Une esclave | XIXe siècle                    |                                                                                               |
| Anonyme                              |       | Étude d'après un modèle masculin à mi-corps (Joseph ?)                                                                     | Dit aussi Portrait d'un homme noir | vers 1850                      |                                                                                               |
| Anonyme                              |       | Étude de tête d'après un modèle masculin                                                                                   | Dit aussi Étude d'homme, Congo français | XIXe siècle                    |                                                                                               |
| Anonyme (Jules-Robert Auguste ?)     |       | Nu assis dans l'atelier, étude d'après un modèle féminin                                                                   | Dit aussi Étude d'une mulâtresse | vers 1820-1825                 |                                                                                               |
| Frédéric Bazille                     |       | Jeune Femme aux pivoines                                                                                                   | Initialement intitulé Négresse aux pivoines | 1870                           |                                                                                               |
| Frédéric Bazille                     |       | La Toilette, 1870 | Présenté à l'Exposition centennale de Paris en 1900 sous le titre Sortie de bain | 1870                           |                                                                                               |
| Marie-Guillemine Benoist             |       | Portrait de Madeleine | Dit aussi Portrait d'une femme noire ; présenté au Salon de 1800 sous le titre Portrait d'une négresse | 1800                           |                                                                                               |
| François Léon Benouville             |       | Esther | | 1844                           |                                                                                               |
| Émile Bernard                        |       | Portrait d'une femme | Initialement intitulé Étude de Négresse | 1895                           |                                                                                               |
| François-Auguste Biard               |       | L'Abolition de l'esclavage dans les colonies françaises le 27 avril 1848                                                   | Présenté au Salon de 1849 sous le titre Proclamation de la liberté des Noirs aux colonies |                                |                                                                                               |
| Louis-Léopold Boilly                 |       | Étude pour Réunion d'artistes dans l'atelier d'Isabey : Guillaume Guillon Lethière (1760-1832) et Carle Vernet (1758-1836) | | 1798                           |                                                                                               |
| Pierre Bonnard                       |       | Joueur de banjo | | 1895                           |                                                                                               |
| Carolus-Duran                        |       | Un Soudanien | | 1886                           |                                                                                               |
| Paul Cézanne                         |       | Le Noir Scipion | Dit aussi Le Nègre Scipion | 1866-1868                      |                                                                                               |
| Paul Cézanne                         |       | Une moderne Olympia, 1873-1874                                                                                             | |                                | Présenté à la première exposition impressionniste de 1874                                     |
| Théodore Chassériau                  |       | Esther se parant pour être présentée au roi Assuérus                                                                       | Dit aussi La Toilette d'Esther | 1841                           |                                                                                               |
| Théodore Chassériau                  |       | Étude d'après le modèle Joseph                                                                                             | Dit aussi Étude de Noir | 1839                           |                                                                                               |
| Théodore Chassériau                  |       | Othello étouffe Desdémone                                                                                                  | Présenté au Salon de 1850 sous le titre Desdémona | 1849                           |                                                                                               |
| Rémy Cogghe                          |       | Le Repos du modèle | | 1882                           |                                                                                               |
| Fernand Cormon                       |       | Jeune femme de profil | Dit aussi Jeune Africaine ou Jeune nègre | Quatrième quart du XIXe siècle |                                                                                               |
| Miguel Covarrubias                   |       | Femme à la robe bleue [Black Woman with Blue Dress]                                                                        | Dit aussi Femme noire à la robe bleue | 1927                           |                                                                                               |
| Edgar Degas                          |       | Miss Lala au cirque Fernando                                                                                               | Présenté à l'exposition impressionniste de 1879 sous le titre Miss Lola au cirque Fernando | 1879                           |                                                                                               |
| Eugène Delacroix                     |       | Étude d'après le modèle Aspasie (ca)                                                                                       | Dit aussi Une Mulâtresse, étude d'après nature, Aline, la mulâtresse, Portrait d'Aline, Étude d'après une Mulâtresse, figure à mi-corps | Vers 1824-1826                 | Présenté à la vente posthume de l'atelier de l'artiste en 1864                                |
| Eugène Delacroix                     |       | Portrait d'une femme au turban bleu                                                                                        | Sans doute présenté au Salon de 1827-1828 sous le tire Tête d'étude d'une Indienne ; puis lors de la vente posthume de l'atelier de l'artiste sous le titre Une tête de femme mulâtre ; puis à l'École des beaux-arts, exposition Eugène Delacroix, au profit de la souscription destinée à élever à Paris un monument à sa mémoire, Paris, mars-avril 1885, sous le titre Aline la Mulâtresse | 1827-1828                      |                                                                                               |
| André Derain                         |       | Joueur de mandoline | Dit aussi Le Noir à la mandoline | Vers 1930                      |                                                                                               |
| Jean Dunand                          |       | Éléphant | | 1942                           |                                                                                               |
| Thomas Eakins                        |       | Étude d'après un modèle féminin à mi-corps                                                                                 | | Vers 1867-1869                 |                                                                                               |
| Henri Fantin-Latour                  |       | Copie des Femmes d'Alger dans leur appartement, d'après Delacroix                                                          | | 1875                           |                                                                                               |
| Eugène Faure                         |       | Femme portant une gerbe de blé et une corbeille de fruits                                                                  | Présenté au Salon de 1866 sous le titre Une Négresse panneau décoratif | Avant 1866                     |                                                                                               |
| Jacques-Eugène Feyen                 |       | Le Baiser enfantin | | 1865                           | Présenté au Salon de 1865                                                                     |
| Louis Gauffier [attribué à]          |       | Portrait de Thomas Alexandre Dumas en chasseur                                                                             | | 1790-1800                      |                                                                                               |
| Paul Gauguin                         |       | Copie de l'Olympia de Manet                                                                                                | | 1891                           |                                                                                               |
| Théodore Géricault                   |       | Étude de dos (d'après le modèle Joseph) pour le « Radeau de La Méduse »                                                    | | Vers 1818-1819                 |                                                                                               |
| Théodore Géricault                   |       | Étude d'homme, d'après le modèle Joseph dit aussi le Nègre Joseph                                                          | | Vers 1818-1819                 |                                                                                               |
| Théodore Géricault                   |       | Portrait d'homme | | 1819                           |                                                                                               |
| Théodore Géricault                   |       | Le Radeau de « La Méduse »                                                                                                 | | Vers 1819                      | Première esquisse pour le tableau exposé au Salon de 1819                                     |
| Jean-Léon Gérôme                     |       | À vendre, esclaves au Caire                                                                                                | | 1873                           |                                                                                               |
| Jean-Léon Gérôme                     |       | Bain turc, dit aussi Bain maure                                                                                            | | 1870                           | Présenté à l'Exposition internationale de Vienne en 1873                                      |
| Jean-Léon Gérôme                     |       | Étude d'après un modèle féminin pour « À vendre, esclaves au Caire »                                                       | | Vers 1872                      |                                                                                               |
| Nicolas Gosse                        |       | L'Esclavage affranchi | | Vers 1848                      |                                                                                               |
| Joseph Guichard                      |       | Alexandre Dumas père | | 1828                           |                                                                                               |
| Guillaume Guillon Lethière           |       | Saint-Louis visitant et touchant un pestiféré dans les plaines de Carthage                                                 | | Vers 1822                      |                                                                                               |
| William H. Johnson                   |       | Nude | | Vers 1939                      |                                                                                               |
| William H. Johnson                   |       | Portrait of a Woman with Blue and White Striped Blouse                                                                     | | Vers 1940-1942                 |                                                                                               |
| Moïse Kisling                        |       | Portrait d'Aïcha | | 1919                           |                                                                                               |
| Alexandre Laemlein                   |       | La Charité | | 1845                           | Réplique réduite du tableau présenté au Salon de 1846                                         |
| Wifredo Lam                          |       | Femme nue | | 1939                           |                                                                                               |
| Charles Laval                        |       | Femmes au bord de la mer, esquisse                                                                                         | Dit aussi La Martinique | Entre 1887 et 1889             | Présenté à l'exposition de peintures du groupe impressionniste et synthétiste au café Volpini |
| Joseph-Léon-Roland de Lestang-Parade |       | Mort du Camoëns | | 1834                           | Présenté au Salon de 1835                                                                     |
| Édouard Manet                        |       | Enfants aux Tuileries | Inscrit dans l'inventaire après décès de l'artiste sous le titre Petites filles aux Tuileries | Vers 1861-1862                 |                                                                                               |
| Édouard Manet                        |       | Jeanne Duval | Dit aussi La femme à l'éventail ; inscrit dans l'inventaire après décès de l'artiste sous le titre Maîtresse de Baudelaire couchée | 1862                           |                                                                                               |
| Édouard Manet                        |       | Olympia | | 1863                           | Présenté au Salon de 1865                                                                     |
| André Masson                         |       | Antille | | 1943                           |                                                                                               |
| Henri Matisse                        |       | Aïcha et Lorette | | 1917                           |                                                                                               |
| Henri Matisse                        |       | L'Asie | | 1946                           |                                                                                               |
| Henri Matisse                        |       | Portrait de Fatmah | Dit aussi La Petite Mulâtresse ; présenté à l'exposition Henri Matisse Tableaux du Maroc et sculptures à la galerie Bernheim-Jeune en 1913 sous le titre La Mulâtresse Fathmah | 1912                           |                                                                                               |
| Edgard Maxence                       |       | L'Attente (titre forgé) | | 1894                           | Premier prix du Concours de tête d'expression peinte                                          |
| Pablo Picasso                        |       | Petit nu de dos aux bras levés, étude pour Les Demoiselles d'Avignon                                                       | | mai 1907                       |                                                                                               |
| Isidore Pils                         |       | Étude de tête d'après un modèle masculin de profil                                                                         | Dit aussi Tête de noir, esquisse | Non daté                       |                                                                                               |
| Alexandre-Denis Abel de Pujol        |       | Saint Philippe baptisant l'eunuque de la reine d'Éthiopie                                                                  | | 1848                           | Présenté au Salon de 1848                                                                     |
| Pierre Puvis de Chavannes            |       | Jeune Noir à l'épée | | 1848-1849                      |                                                                                               |
| Man Ray                              |       | Rire de rêve [Dreaming Laughter]                                                                                           | | 1937                           |                                                                                               |
| Henri Rousseau                       |       | La Charmeuse de serpents                                                                                                   | | 1907                           |                                                                                               |
| John Simpson (en)                    |       | L'Esclave captif (portrait d'Ira Aldridge ?) [The Captive Slave]                                                           | | 1827                           |                                                                                               |
| Félix Vallotton                      |       | Aïcha | | 1922                           | Présenté à l'exposition Félix Vallotton à la Galerie Georges Petit, 1922                      |
| Félix Vallotton                      |       | Les Tirailleurs sénégalais au camp de Mailly                                                                               | | 1917                           | Présenté en 1917 à l'exposition Peintres aux armées au musée du Luxembourg                    |
| Kees van Dongen                      |       | Jack Johnson | Dit aussi The Morning Walk | 1919                           |                                                                                               |
| Marcel Verdier                       |       | Le Châtiment des quatre piquets dans les colonies                                                                          | | 1843                           | Postdaté en 1849 par l'artiste                                                                |
| Pierre-Roch Vigneron                 |       | Portrait de l'abbé Jean-Pierre Moussa                                                                                      | Présenté au Salon de 1847 sous le titre Portrait de M. l'abbé Moussa (Nègre), missionnaire apostolique au Sénégal | 1847                           |                                                                                               |

## Sculptures
| Artiste                               | Image | Titre | Titres alternatifs | Date               | Observations                                                                                             |
| ------------------------------------- | ----- | --- | --- | ------------------ | --- |
| Anonyme                               |       | Masque Mukudji | | Avant 1910         | Punu, Gabon                                                                                              |
| Anonyme, manufacture royale de Sèvres |       | Ne suis-je pas un homme libre ? Un frère ?                                                                                               | | 1789               | |
| Jean-Baptiste Carpeaux                |       | Pourquoi naître esclave ? (titre inscrit sur le piédouche) ; d'après le buste en marbre présenté au Salon de 1869 sous le titre Négresse | | Après 1875         | |
| Charles Cordier                       |       | Aimez-vous les uns les autres | | 1867               | Présenté à l'Exposition universelle de 1867, Paris, palais du Champ-de-Mars, palais du vice-roi d'Égypte |
| Charles Cordier                       |       | Femme des colonies ; présenté au Salon de 1861 sous le titre La Câpresse ou Négresse des colonies                                        | | 1861               | |
| Charles Cordier                       |       | Homme du Soudan français ; présenté au Salon de 1857 sous le titre Buste de Nègre du Soudan                                              | | 1857               | |
| Charles Cordier                       |       | Vénus africaine ; version en plâtre présentée au Salon de 1852 sous le titre Une Négresse ou Vénus noire                                 | | 1851               | |
| Charles Cordier                       |       | Vénus africaine | | Après 1851         | |
| Jean-Pierre Dantan                    |       | Portrait-charge d'Alexandre Dumas père (1803-1870), écrivain                                                                             | | 1831               | |
| Pierre-Jean David d'Angers            |       | Noir enchaîné, étude pour un monument à l'abolition de l'esclavage                                                                       | | 1854               | |
| Adolphe-Victor Geoffroy-Dechaume      |       | Moulage sur nature du visage de Joseph                                                                                                   | Dit aussi Moulage sur nature d'un visage masculin noir                                                                                                  | Entre 1834 et 1838 | |
| Herbert Ward                          |       | Femme d'Afrique centrale | Dit aussi Jeune fille Bâ Kongo ; probablement présenté au Salon de 1902 sous le titre Type de femme (Afrique centrale)                                  | Vers 1902          | |
| Herbert Ward                          |       | Souvenir de voyage de l'expédition Stanley (Soudan anglais)                                                                              | Dit aussi Indigène aruimi. Souvenir de voyage de l'expédition Stanley ; présenté au Salon de 1902 sous le titre Souvenir de voyage (expédition Stanley) | Vers 1900-1902     | |

## Techniques mixtes
| Artiste         | Image | Titre                                              | Date |
| --------------- | ----- | -------------------------------------------------- | ---- |
| Romare Bearden  |       | Patchwork Quilt                                    | 1970 |
| Ellen Gallagher |       | Odalisque (Self-Portrait with Freud After Matisse) | 2005 |
| Aimé Mpane      |       | Olympia II                                         | 2013 |
| Larry Rivers    |       | I Like Olympia in Black Face                       | 1970 |

## Photographies
| Artiste                                     | Image | Titre | Date               | Observations |
| ------------------------------------------- | ----- | --- | ------------------ | --- |
| Anonyme                                     |       | Alexandre Dumas père | Avant 1870         | |
| Anonyme                                     |       | L'atelier de Lucien Simon avec étudiants et modèle noir féminin, à l'École des beaux-arts ou à l'académie de la Grande-Chaumière                                   | Vers 1930          | |
| Anonyme                                     |       | Buschmen | 1886               | Collection anthropologique du prince Roland Bonaparte, exposition ethnographique de « Pygmées d'Afrique » aux Folies Bergère en octobre 1886, ancienne collection du musée de l'Homme |
| Anonyme                                     |       | Buschmen (face et profil) | 1886               | Collection anthropologique du prince Roland Bonaparte, exposition ethnographique de « Pygmées d'Afrique » aux Folies Bergère en octobre 1886                                          |
| Anonyme                                     |       | Buschmen face et Buschmen profil | 1886               | Collection anthropologique du prince Roland Bonaparte, « Jeune Boschimane », octobre 1886                                                                                             |
| Anonyme                                     |       | Femme tenant une petite fille sur ses genoux | 1842-1845          | |
| Anonyme                                     |       | Féral Benga et son sabre pour le spectacle « Tam-tam » à l'Olympia                                                                                                 | 1943               | |
| Anonyme                                     |       | Habib Benglia chantant (photo studio pour Le Simoun, théâtre Pigalle)                                                                                              | 1920-1930          | |
| Anonyme                                     |       | Habib Benglia jouant la pièce À l'ombre du mal, (photo studio pour Le Simoun, théâtre Pigalle)                                                                     | 1920-1930          | |
| Anonyme                                     |       | N'Arkar, enfant boschiman N'Tchabba |                    | |
| Anonyme                                     |       | Nourrice tenant une petite fille sur les genoux | 1842-1855          | |
| Anonyme                                     |       | Olga, Kaïra la Blanche, Popischill et le petit Kara (trapèze volant)                                                                                               | Avant 1888         | |
| Anonyme                                     |       | Photographie de groupe pour le spectacle « Tam-tam » à l'Olympia, Féral Benga debout au centre                                                                     | 1943               | |
| Anonyme                                     |       | Portrait de jeune fille, en robe claire, à mi-genoux, assise, de trois quarts à droite                                                                             | 1854-1865          | |
| Anonyme                                     |       | Portrait de Victor Cochinat à mi-genoux, le bras gauche adossé contre un fauteuil                                                                                  | 1855-1890          | |
| Anyonyme                                    |       | Portrait de Victor Cochinat en buste, le regard tourné vers la gauche                                                                                              | 1855-1890          | Avec dédicace manuscrite « À mon spirituel compère » |
| Anonyme                                     |       | Portrait de Victor Cochinat en pied, le regard tourné vers la droite, la main droite dans la veste                                                                 | 1955-1890          | |
| Anonyme                                     |       | Rhapsodie caraïbes, au palais de Chaillot (plusieurs danseuses noires)                                                                                             | 1949               | |
| Anonyme                                     |       | Rhapsodie caraïbes, au palais de Chaillot (posture de danse classique en couple)                                                                                   | 1949               | |
| Anonyme                                     |       | Rhapsodie caraïbes, au palais de Chaillot (saut de danse classique)                                                                                                | 1949               | |
| Anonyme                                     |       | Rhapsodie caraïbes, au palais de Chaillot (scène d'imploration en costume)                                                                                         | 1949               | |
| Anonyme                                     |       | Tableau vivant de l'académie Julian caricaturant la Phryné de Gérôme                                                                                               |                    | |
| Hélène Adant                                |       | Henri Matisse dessinant un portrait [de Carmen] sur chevalet au fusain, villa Le Rêve, Vence                                                                       | 1846               | |
| Hélène Adant                                |       | Henri Matisse dessinant un portrait [de Carmen] sur chevalet au fusain, villa Le Rêve, Vence                                                                       | 1846               | |
| Hélène Adant                                |       | Henri Matisse dessinant un portrait sur chevalet au fusain, villa Le Rêve, Vence                                                                                   | 1846               | |
| Albert Brichaut                             |       | Recueil de photographies sur les maisons closes parisiennes, groupe 2, rue de Londres                                                                              | 1900               | |
| Albert Brichaut                             |       | Recueil de photographies sur les maisons closes parisiennes, groupe 2 rue de Londres                                                                               | 1900               | |
| Du Guy                                      |       | Chocolat | 1903               | |
| Frank Horvat                                |       | Paris, Joséphine Baker à l'Olympia | 1956               | |
| Gustave Le Gray                             |       | Portrait d'Alexandre Dumas en costume russe | 1859               | |
| Alphonse Liébert                            |       | Alexandre Dumas tenant par le bras Miss Menken en costume de scène                                                                                                 | 1867               | |
| Alphonse Liébert                            |       | Miss Menken appuyée contre Alexandre Dumas assis dans un fauteuil                                                                                                  | 1867               | |
| Alphonse Liébert                            |       | Miss Menken les bras enlacés autour du cour de sa mère | 1867               | |
| Alphonse Liébert                            |       | Miss Menken penché auprès d'Alexandre Dumas lisant assis dans un fauteuil                                                                                          | 1867               | |
| Walter Limot                                |       | Portrait de l'actrice et danseuse Joséphine Baker dans « Zouzou », de trois quarts, souriante, regardant sur sa droite, des fleurs dans les cheveux                | 1934               | |
| Lee Miller                                  |       | Picnic (de gauche à droite) : Nusch et Paul Éluard, Roland Penrose, Man Ray et Adrienne Fidelin, île Sainte-Marguerite, Cannes, France                             | 1937               | |
| Félix-Jacques Moulin                        |       | Études photographiques : l'odalisque et son esclave | 1853               | |
| Nadar                                       |       | Alexandre Dumas, à mi-corps, de trois quarts à droite, le visage de face                                                                                           | 1855               | |
| Nadar                                       |       | Alexandre Dumas fils à mi-corps, assis, de trois quarts à gauche                                                                                                   | XXe siècle         | |
| Nadar                                       |       | Maria | Entre 1856 et 1859 | |
| Nadar                                       |       | Maria l'Antillaise | Entre 1856 et 1859 | |
| Nadar                                       |       | Maria l'Antillaise tenant un éventail | Entre 1855 et 1862 | |
| Nadar                                       |       | Portrait de Maria l'Antillaise à mi-corps, la tête de face | Entre 1855 et 1862 | |
| Nadar                                       |       | Portrait de Joséphine Baker de profil et face | Vers 1930          | |
| Nadar                                       |       | Victor Cochinat | 1854-1870          | |
| Atelier de Nadar (actif entre 1855 et 1939) |       | Sélika Lazevski, écuyère de haute école | 11 mai 1891        | |
| Roland Penrose                              |       | Four Women asleep, Lee Miller, Leonora Carrington, Adrienne Fidelin and Nusch Éluard, Lambe Creek, Cornwall, England                                               | 1937               | |
| Jacques-Philippe Potteau                    |       | Louise Kuling, 35 ans, Négresse, née à Norfolk, État de Virginie (Amérique) de parents venant du Congo. Amenée en France par le commandant Louvet (face et profil) | 1860-1869          | |
| Jacques-Philippe Potteau                    |       | Marie Lassus, 19 ans, née à la Nouvelle-Orléans, d'une mère noire et d'un père parisien (face et profil)                                                           | 1860               | |
| Man Ray                                     |       | Adrienne Fidelin | 1937               | |
| Man Ray                                     |       | Ady peignant « Le Beau Temps » | 1939               | |
| Man Ray                                     |       | Modèle posant avec sculpture de la reine bangwa | 1934               | |
| Man Ray                                     |       | Portrait nu d'Adrienne Fidelin avec une planche en bois | Sans date          | |
| James Van Der Zee                           |       | Black Jews, Harlem | 1929               | Imprimé vers 1974 |
| James Van Der Zee                           |       | Couple, Harlem | 1932               | Imprimé vers 1974 |
| James Van Der Zee                           |       | Dancer, Harlem | 1925               | Imprimé vers 1974 |
| James Van Der Zee                           |       | Nude, Harlem | 1923               | Imprimé en 1974 |
| James Van Der Zee                           |       | Portrait of Two Brothers and their Sister, Harlem | 1931               | Imprimé vers 1974 |
| Carl Van Vechten                            |       | Billie Holiday | 23 mars 1949       | |
| Carl Van Vechten                            |       | Connie's Inn (en), Harlem | 5 mars 1932        | |
| Carl Van Vechten                            |       | Henri Matisse | 30 mai 1933        | |
| Carl Van Vechten                            |       | Josephine Baker in a Dior Dress at her cocktail party | 1951               | |
| Waléry                                      |       | Foottit et Chocolat | 1903               | |

## Arts graphiques
| Artiste                                                | Image | Titre | Date               | Observations |
| ------------------------------------------------------ | ----- | --- | ------------------ | --- |
| Anonyme d'après un daguerréotype de Warren T. Thompson |       | Maria Martinez, la Malibran noire | Vers 1852          | |
| Anonyme                                                |       | Toussaint-Louverture, chef des Noirs insurgés de Saint-Domingue | 1796-1799          | |
| Jules-Robert Auguste                                   |       | Deux Femmes dénudées | Vers 1825-1830     | |
| Gédéon Baril                                           |       | Alexandre Dumas fils par Gédéon | 2 mai 1868         | Le Monde pour rire, page de titre |
| Charles Baudelaire                                     |       | Portrait de femmes, à mi-corps, de face, largement décolletée | 1855               | Dit aussi Une femme pour Asselineau |
| Charles Baudelaire                                     |       | Portrait de Jeanne Duval | 1865               | |
| Frédéric Bazille                                       |       | Étude pour Jeune femme aux pivoines | 1870               | |
| Lucien Bertaux                                         |       | Maquette de costume pour Joséphine Baker | 1949               | « Fééries et folies » |
| Émile Bertin                                           |       | Maquette pour le décor de « La Tempête » | 1937               | Revue avec Joséphine Baker présentée au Casino de Paris, paysage avec hutte sur pilotis « The Scenery Boy »                                                                                     |
| François Bonneville                                    |       | Toussaint-Louverture, général en chef à Saint-Domingue |                    | Dans Portraits des personnages célèbres de la Révolution, tome IV |
| Cham                                                   |       | L'empereur Soulouque, désirant se procurer des fonds pour donner des étrennes à l'impératrice Ourika, intente un procès en diffamation au Charivari et lui demande dix mille francs de dommages-intérêts | 1849               | « Actualités », Le Charivari, planche 54 |
| Cham                                                   |       | Nouvelle bouillabaisse dramatique par M. Dumas père | 1858               | « Actualités », Le Charivari |
| Cham                                                   |       | La nouvelle nourrice du théâtre français élève les enfants en cinq jours | 1853               | « Actualités », Le Charivari |
| Cham                                                   |       | Toussaint Macaire Louverture | 1850               | « Actualités », Le Charivari, planche 103 |
| Cham                                                   |       | Portrait-charge d'Alexandre Dumas père et fils |                    | |
| Paul Colin                                             |       | Joséphine Baker |                    | |
| Paul Colin                                             |       | La Revue nègre | 1925               | |
| Louis Darcis, d'après Louis-Simon Boizot               |       | Révolution française. Portrait d'esclave libre. Noir africaine avec le niveau en collier | 1794               | |
| Louis Darcis, d'après Louis-Simon Boizot               |       | Révolution française. Portrait d'esclave libre. Noir africain coiffé d'un bonnet rouge affranchi | 1794               | |
| Honoré Daumier                                         |       | Isambert le Nègre blanc |                    | Série Les Représentants représentés |
| Honoré Daumier                                         |       | Je t'âi défendu de m'appeler maître, apprends que tous les hommes sont frères, animal ! | 1844               | « Les Philanthropes du jour », Le Charivari |
| Pierre-Jean David d'Angers                             |       | Feuille (montage de Henry Joins) comportant quatre dessins préparatoires à un monument contre l'esclavage                                                                                                | Vers 1847-1848     | |
| Edgar Degas                                            |       | Miss Lala au cirque Fernando | 1879               | |
| Eugène Delacroix                                       |       | Jeune homme vu en buste, la tête coiffée d'un turban rouge | Vers 1824-1826     | Représentant le modèle Joseph |
| Henry-Raymond Fost                                     |       | Maquette de costume pour Joséphine Baker |                    | |
| Paul Gauguin                                           |       | Tête de femme, Martinique | 1887               | |
| Théodore Géricault                                     |       | Cinq croquis d'après le modèle Joseph et un cavalier | Entre 1818 et 1824 | |
| Théodore Géricault                                     |       | Épisode de la guerre coloniale. Noir sur un cheval cabré | Vers 1818-1819     | |
| Antoine Pannetier, d'après Anne-Louis Girodet          |       | Jean-Baptiste Belley | Vers 1797          | |
| Grandville                                             |       | Portrait d'Alexandre Dumas père |                    | |
| Henri Guérard                                          |       | Laure, d'après Eva Gonzalès | Avant 1888         | Dit aussi Une Négresse, d'après Eva Gonzalès |
| Jean-Auguste-Dominique Ingres                          |       | Satan | Vers 1839          | |
| G. Jacowick                                            |       | Insurrection des esclaves noirs de Saint-Dominque contre les colons blancs, le 22 août 1791 |                    | 71e tableau, planche 5 de la Galerie historique ou tableaux des événements de la Révolution française (1795-1799)                                                                               |
| Tamara Kristin                                         |       | Jupe fibre, maquette de costume pour Joséphine Baker |                    | |
| Tamara Kristin                                         |       | Jupe jaune, maquette de costume pour Joséphine Baker |                    | |
| Fernand Léger                                          |       | Jazz (variante) | Vers 1930          | |
| Jean-Baptiste Lesueur                                  |       | Représentant du peuple en mission ; député H.-G. Riquetti, comte de Mirabeau ; député sortant de l'Assemblée ; députés J.-B. Belley et J.-B. Mills ; député Granet                                       | Entre 1789 et 1798 | |
| Édouard Manet                                          |       | Étude pour Olympia | 1862               | |
| Henri Matisse                                          |       | Danseuse créole | 1950               | |
| Henri Matisse                                          |       | Étude de femme | Août 1947          | |
| Henri Matisse                                          |       | Haïtienne | Mai 1943           | |
| Henri Matisse                                          |       | Madagascar | Mars 1943          | |
| Henri Matisse                                          |       | Martiniquaise, étude pour Les Fleurs du mal | 1946               | Lithographie par transfert |
| Henri Matisse                                          |       | Martiniquaise, étude pour Les Fleurs du mal | 1946               | Gravure sur papier chine collé, 25,1 x 19,2 cm |
| Henri Matisse                                          |       | Martiniquaise, étude pour Les Fleurs du mal | 1946               | Gravure sur papier chine collé, 18,4 x 19,3 cm |
| Henri Matisse                                          |       | Martiniquaise, étude pour Les Fleurs du mal | 1946               | Gravure sur papier chine collé, 25,4 x 19,4 cm |
| Henri Matisse                                          |       | Martiniquaise, étude pour Les Fleurs du mal | 1946               | Gravure sur papier chine collé, 14,7 x 10,9 cm |
| Henri Matisse                                          |       | Martiniquaise | Août 1947          | |
| Henri Matisse                                          |       | La Martiniquaise | Août 1947          | |
| Henri Matisse                                          |       | Visage, grande chevelure | 1947               | |
| Nicolas-André Monsiau                                  |       | L'abolition de l'esclavage proclamée à la Convention | 1794               | |
| Nadar                                                  |       | Alexandre Dumas fils, caricature, tête de profil, à droite | Vers 1854          | |
| Nadar                                                  |       | Alexandre Dumas fils, caricature, tête de profil, à gauche, à la manière d'un médaillon | 23 octobre 1858    | Dessin préparatoire pour la série Les contemporains de Nadar, publiée dans Le Journal amusant                                                                                                   |
| Georg Emanuel Opiz                                     |       | Le Palais Royal, promeneurs au Palais Royal. Promeneurs au Palais-Royal devant le Café de la Paix | Entre 1814 et 1831 | |
| Patout                                                 |       | Victor Mazuline | 1848               | Né à la Martinique le 21 juillet 1789, dans République française, Assemblée nationale, 1848. Galerie des représentants du peuple, sous la direction de Jacob et Émile Desmaisons, Paris, Basset |
| Pierre Payen                                           |       | Dessin de Benga | Non daté           | Destiné à être publié dans L'Ami du soir (d'après le tampon au verso) |
| Pablo Picasso                                          |       | Étude pour « Nu debout » | Début 1908         | |
| Louis Emmanuel Soulange-Tessier                        |       | Louisy Mathieu (Guadeloupe) | 1848               | Dans République française, Assemblée nationale, 1848. Galerie des représentants du peuple, sous la direction de Jacob et Émile Desmaisons, Paris, Basset                                        |
| Henri de Toulouse-Lautrec                              |       | « Chocolat dansant dans un bar » | 28 mars 1896       | Le Rire |
| Henri de Toulouse-Lautrec                              |       | Foottit et Chocolat | 1895               | Dans Nib, supplément de La Revue blanche, n°1, 2e état |
| Horace Vernet                                          |       | Chasseur africain | 1818               | |

## Affiches
- Affiche du combat de boxe entre Arthur Cravan et Jack Johnson, 23 avril 1916
- Affichette du combat entre Arthur Cravan et Jack Johnson, 23 avril 1916
- Les Deux Papillons, Cirques d'Hiver, entre 1884 et 1886
- Les Deux Papillons, Kaira et Olga
- Hippodrome. Abachi et Mazus, travail pyramidal et Ethardo, boule ascensionnelle, impr. Émile Lévy, 1888
- Hippodrome, au pont de l'Almar [...] Les merveilleuses gymnasiarques Kaira et Olga, Paris, Lith. É. Lévy, 1880
- Miss Lala et troupe Kaira, Paris, F. Appel lithographe et imprimeur, vers 1880
- La Noce de Chocolat, au Nouveau Cirque, impr. Émile Lévy, 1890
- Olga et Kaira and the New Silver Plated Revolving Machine, Pospichil's
- Sarah. Artiste de l'hippodrome, Paris, Destouches, 1886
- Jules Chéret, Delmonico, le dompteur noir. Fantaisies Oller, Music-hall, 1876
- Jules Chéret, Folies Bergère. Miss Lala
- Jules Chéret, Folies Bergère. Tous les soirs le dompteur noir Delmonico. Lions & tigres, 1875
- Jules Chéret, Valentino. Delmonico, le célèbre dompteur noir, Paris, impr. Chéret, 1874

## Manuscrits
- Manuscrit de la pièce de Théophile Gautier, La Négresse et le pacha, 1851
- Victor Hugo, manuscrit de Bug-Jargal
- Édouard Manet, Carnet de notes, 1860-1862

## Ouvrages
- The Marvellous Musical Prodigy Blind Tom, the Negro Boy Pianist (from America), Liverpool, Benson and Hosme, 1867
- Les mémoires de Foottit et Chocolat clows, recueillis par Franc-Nohain, illustrations en couleurs de René Vincent, Paris, P. Lafitte, 1907
- Les mémoires de Joséphine Baker, recueillis et adaptés par Marcel Sauvage, avec 30 dessin inédits de Paul Colin, 1927, Paris, éd. Kra
- Théâtre du Cirque olympique, Paris, 24 avril 1835
- Charles Baudelaire, Les Fleurs du mal, Paris, La Bibliothèque Française (imp. de J. Dumoulin) 1947, illustré par Henri Matisse
- Harriet Beecher Stowe, La Case de l'oncle Tom, drame en cinq actes et neuf tableaux, Paris, 1853
- André Breton, ill. André Masson, Martinique charmeuse de serpent, éd. du Sagittaire, 1948
- Aimé Césaire, Cahier d'un retour au pays natal, préf. par André Breton et repro. en frontispice de W. Lam, Paris, éd. originale Pierre Bordas, 1947
- Aimé Césaire, Toussaint Louverture. La Révolution française et le problème colonial, Paris, Présence africaine, 1962
- Paul Colin, Le Tumulte noir, Paris, éd. d'Art
- Ledger Delmonico, Biographie du dompteur noir Delmonico, écrite par lui-même, Paris
- Paul Dollfus, Modèles d'artistes, Paris, C. Marpon et E. Flammarion, 1906
- Alexandre Dumas, La Capitaine Pamphile, Paris, Dumont, 1re éd. de 1839, vol.1
- Alexandre Dumas, Le Capitaine Pamphile, Paris, Dumont, 1re éd. de 1839
- Alexandre Dumas, Le Comte de Monte-Cristo, Paris, Au bureau de L'Écho des feuilletons, 1846, 1re édition illustrée par Gavarni et Tony Johannot, vol. 1, portrait d'A. Dumas gravé par Le Couturier d'après Eugène Giraud en frontispice
- Paul Éluard, Les Mains libres, Paris, J. Bucher, 1937, illustrations par Man Ray
- Victor Hugo, Bug-Jargal, Paris, Urbain Canel, 1826
- Alphonse de Lamartine, Toussaint Louverture, poème dramatique, suivi par De l'émancipation des esclaves : discours prononcés à diverses époques, Paris, Lévy frères, 1850
- Claire de Duras, Ourika, Paris, Ladvocat, 1826, 3e édition
- Henri Matisse, Jazz, Paris, éd. Tériade, 1947
- Henri Matisse, Que n'es-tu Elle, illustrations pour John-Antoine Nau, Poésies antillaises, Paris, F. Mourlot, 1972
- Antoine Métral, Histoire de l'expédition des Français à Saint-Domingue sous le Consulat de Napoléon Bonaparte, suivie des mémoires et notes d'Isaac Louverture sur la même expédition, et sur la vie de son père, Paris, Fanjat aîné, 1825
- Paul Richer, Nouvelle anatomie artistique du corps humain, t. V : Cour supérieur (suite). Le Nu dans l'art, vol. 2 : L'Art grec, Paris, Plon-Nourrit, 1926
- Raymond Roussel, Impressions d'Afrique, Paris, A. Lemerre, 1910, 2e éd.

## Périodiques
- Anonyme, « Pign ! pagn ! pouf ! », Benaglia et Lambel aux Folies Bergères, dans La Revue des Folies Bergères, 3e album : Un soir de folie, 1925
- Anonyme, « L'oncle Tom mis en pièces à l'Ambigu et à la Gaïté - par Marcelin », dans Journal pour rire, 12 février 1853
- Anonyme, « Revue du quatrième trimestre de 1852 - par Nadar », dans Jounal pour rire, 25 décembre 1852
- L'Éclipse, 10 mai 1868, caricature de Victor Cochinat et Jean Du Boys par Gill en couverture
- L'Étudiant noir. Journal de l'Association des étudiants martiniquais en France, n°1, mars 1935
- Minotaure. Revue artistique et littéraire, n°2, « Mission Dakar-Djibouti 1931-1933 », 1933, directeur-administrateur Albert Skira, directeur artistique E. Tériade, Paris
- La Revue des Folies Bergères, 4e album : La Folie du jour, Paris, Éditions artistiques de Paris, 1926-1927
- Le Sifflet, n°207, 9 janvier 1876, recueil factice concernant le dompteur Ledger Delmonico, caricature d'Henri Mayer et biographie par Charles Corinn
- Le Sourire, défet de presse
- Le Théâtre. Revue bimensuelle illustrée, Paris, Jean Boussod, Manzi, Joyant, n°323, juin 1912, p. 23
- Paul Éluard, « The Bushongo of Africa Sends His Hats to Paris », dans Harper's Bazaar, New Yor, Hearst Corp., septembre 1937, illustré par des photographies de Man Ray
- Michel Leiris, « L'œil de l'ethongraphe. À propos de la Mission Dakar-Djibouti », dans Documents. Archéologie, beaux-arts, ethnographie, variétés, magazine illustré paraissant dix fois par an, fondé par Georges-Henri Rivière et Georges Bataille, n°72, 1930, p. 405-414
- Waléry, « Benaglia dans le rôle de Satan », page de gauche de La Revue des Folies Bergère, 3e album : Un soir de folie, 1925
- Waléry, « Fatou : Joséphine Baker et Mafer », dans La Revue des Folies Bergère, 4e album : La Folie du jour, 1926
- Waléry, « Hudgens le célèbre fantaisiste noir » (J. Baker déguisée en), dans La Revue des Folies Bergère, 5e album : Un vent de folie, 1927
- Waléry, Joséphine Baker aux Folies Bergère
- Waléry, « Paris volupté », présentation de tous les danseurs, au centre Féral Benga, double page dans La Revue des Folies Bergère, 8e album : Un coup de folie, 1930
- Waléry, « Plantation : Joséphine Baker et le Thomson Jazz Orchestra », dans La Revue des Folies Bergère, 5e album : Un vent de folie, 1927

## Archives
- Décret d'abolition de l'esclavage dans les colonies françaises du 4 février 1794 (16 Pluviôse an II), Archives nationales, site de Pierrefitte-sur-Seine, BB/34/1/58
- Décret d'abolition de l'esclavage du 27 avril 1848, Archives nationales, site de Pierrefitte-sur-Seine, BB/30/1125/A/296
- Demande de secours de Maria Martinez à M. le directeur des Beaux-Arts, Auguste Romieur, 22 août 1852, Archives nationales, site de Pierrefitte-sur-Seine, F/21/1018
- Demande de secours de Maria Martinez à Camille Doucet, directeur de la division des Théâtres, ministère d'État de l'Instruction publique et des cultes / division des théâtres, 18 juillet 1860, Archives nationales, site de Pierrefitte-sur-Seine, F/21/1018
- Dossier de demande de secours de Maria Martinez : lettre d'Auguste Charles Godard d'Aucour à Camille Doucet, directeur de la division des Théâtres, ministère d'État de l'Instruction publique et des Cultes/division des Théâtres, 300 juillet 1860, Archives nationales, site de Pierrefitte-sur Seine, F/21/1018
- Dossier de demande de naturalisation française de Joséphine Baker : déclaration en vue de demander la nationalité française à l'occasion de son mariage avec Jean Lion en 1937 (expédition et page de déclaration), Archives nationales, site de Pierrefitte-sur-Sein, 19770855/230 dr. 9529DX37
- Dossier de demande de naturalisation française de Joséphine Baker : extrait du registre d'état civil de la mairie de Crèvecoeur-le-Grand (Oise), 30 novembre 1937, mariage de Joséphine Baker et Jean Lion, Archives nationales, site de Pierrefitte-sur-Sein, 19770855/230 dr. 9529DX37
- État du traitement des progesseurs, secrétaires et employés de l'École royale et spéciale des beaux-arts pendant l mois d'août 1832, Archives nationales, site de Pierrefitte-sur-Seine, AJ/52/500
- Manuscrit autographe du discours de Joséphine Baker en mai 1951 à New York, dans le cadre de la lutte pour les droits civiques, Collection Laurent Teboul et Nathalie Elmaleh
- Répertoire alphabétique des modèles ayant posé à l'École des beaux-arts, 1901-1933, Archives nationales, site de Pierrefitte-sur-Seine, AJ/52/533-159 a,b,c p.212-217

## Cartes postales
- Joséphine Baker, non daté
- Joséphine Baker, non daté
- Waléry, Joséphine Baker, non daté

## Correspondances
- Lettre d'Ira Aldridge du 24 août 1854, correspondance reçue par Ragani et Saint-Salvi, Archives nationales, site de Pierrefitte-sur-Seine, AJ/13/1169
- Lettre de M. Séguin à M. Ragani, 19 août 1854, correspondance reçue par Ragani et Saint-Salvi, Archives nationales, site de Pierrefitte-sur-Seine, AJ/13/1169

## Documents
- Programme du Nouveau Cirque, Paris, Bibliothèque nationale de France, 4 ICO PER 9849
- Tract des surréalistes : Ne visitez pas l'Exposition coloniale, 30 avril 1931, Paris, centre Pompidou / Centre de création industrielle, bibliothèque Kandinsky, Centre de documentation et de recherche, Sur 1931 8927
- Paul Richer, Carnet de fiches anthropométriques, 1923-1939, Page présentée : modèle masculin, Venance
- Raymond Vouinquel, Portrait de Katherine Dunham pour le programme de Rhapsodie Cacaïbe, page de droite, 1949

## Films documentaires (extraits)
- Joséphine Baker danse aux Folies Bergère, film muet, Actualité Gaumont
- Films d'archives des troupes coloniales pendant la Première Guerre mondiale, 1917-1918, ECPAD
- Frères Lumière, Scènes de la vie quotidienne plus ou moins mises en scène dans des villages reconstitués, autour de 1900, 12 juillet 1896, film muet, Institut Lumière
- Les Ballets Caraïbes, de Katherine Dunham, Pathé Journal, 1948
- Harlem dans les années 30, British Pathé
- Frères Lumière, Émile Reynaud (coloriste), Guillaume Tell par Foottit et Chocolat du Nouveau Crique, 1897 et diffusé à l'exposition internationale de 1900, film muet, Institut Lumière

## Cinéma (extraits)
- Jean Cocteau, Le Sang d'un poète, 1930